# Sjalografia

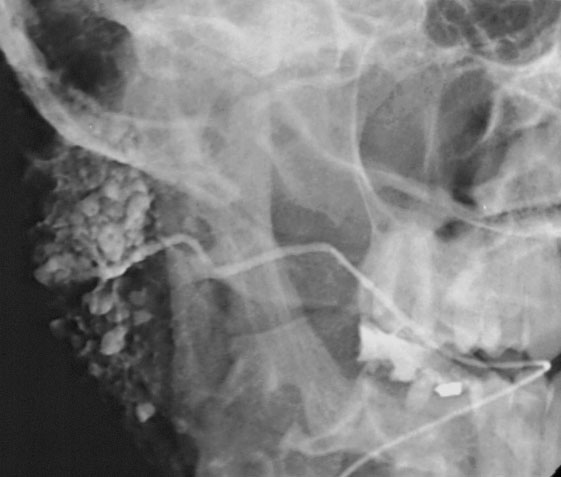
Sjalogram pacjenta z podejrzeniem zespołu Sjögrena

Sjalografia – kontrastowe badanie rentgenowskie przewodów i miąższu ślinianek.
Zapisem tego badania jest tak zwany sjalogram, dzięki któremu lekarz ma możliwość dokładnego i wyraźnego obejrzenia układu śliniankowych przewodów wyprowadzających oraz określenia rodzaju, lokalizacji i rozległości zmian patologicznych.
Wykonuje się sjalografię konwencjonalną lub tomograficzną.

## Przebieg badania
Pacjentowi w pozycji leżącej lub siedzącej podaje się do przewodów i miąższu ślinianki środek kontrastujący (rozpuszczalny w tłuszczach i wodzie). Dokonuje się tego tępo zakończoną igłą, aby nie przebić brodawki przyuszniczej i ścian przewodu wyprowadzającego Stenona. Następnie wykonuje się zdjęcia rentgenowskie. Badanie trwa kilkadziesiąt minut.
W badaniu wyróżniamy trzy fazy:
- wypełnianie przewodów
- wypełnianie zrazików – zaburzenia na tym etapie mogą świadczyć o każdym procesie powodującym obrzęk, na przykład zapaleniu
- wydalanie środka kontrastowego z tkanki – ważna faza, mogąca świadczyć o zapaleniu, zatorze, destrukcji tkanek (sjaloza autoimmunologiczna, przewlekła infekcja, skutki napromieniowania, guzy).

## Wskazania
Sjalografia wskazana jest w:
- przewlekłych stanach zapalnych ślinianki
- sjalozie
- kamicy ślinianki
- zespole Sjögrena
- gruźlicy, kile i promienicy ślinianki
- nowotworach w obrębie ślinianki (obecnie rolę konwencjonalnej sjalografii na tym polu przejęły sjalografia w TK oraz RM[4]).

## Przeciwwskazania
Nie można wykonywać badania u kobiet w ciąży, u osób po przebytej reakcji alergicznej na środek kontrastowy, u pacjentów wrażliwych na jod, w ciężkim stanie, z ropnym zapaleniem ślinianki (ostrym lub przewlekłym), z guzem w okolicy ślinianki, z planowanym lub po przeprowadzonym badaniu radioizotopowym tarczycy.

## Skutki uboczne
Sjalografia jest badaniem o bardzo niskim ryzyku powikłań. Pogorszenie stanu zapalnego, objawy uczulenia na środek kontrastowy lub infekcja są rzadko spotykane. Bardzo rzadko też zdarza się pozaprzewodowe podanie środka cieniującego i przedostanie się go – przeważnie wskutek wywarcia nadmiernego ciśnienia w miejscu, gdzie przewód wyprowadzający ślinianki się zakrzywia – do tkanek miękkich (co może spowodować obrzęk lub przerwanie przewodu ślinianek) albo omdlenia u osób starszych lub nadmiernie pobudliwych albo przy zbyt szybkim podawaniu środka cieniującego w nadmiernej ilości.